# Cosmosoma impar
Cosmosoma impar là một loài bướm đêm thuộc phân họ Arctiinae, họ Erebidae.